# Pseudococcus comstocki
Pseudococcus comstocki är en insektsart som först beskrevs av Kuwana 1902.  Pseudococcus comstocki ingår i släktet Pseudococcus och familjen ullsköldlöss. Inga underarter finns listade i Catalogue of Life.